# Die wunderbaren Jahre
Die wunderbaren Jahre ist eine Sammlung von Prosa-Texten des DDR-Dissidenten Reiner Kunze, die 1976 in der Bundesrepublik Deutschland veröffentlicht wurde. Der damals noch in der DDR lebende Autor schrieb die Texte um 1975 und ließ das Manuskript heimlich in die Bundesrepublik übermitteln. Die Veröffentlichung des Textes im Westen führte dazu, dass Kunze aus dem DDR-Schriftstellerverband ausgeschlossen wurde und 15.000 bereits in der DDR gedruckte Exemplare von Kunzes Kinderbuch Der Löwe Leopold eingestampft wurden. Letztlich führte Kunzes Konflikt mit dem DDR-Regime dazu, dass er am 13. April 1977 in die Bundesrepublik Deutschland übersiedelte.

## Handlung
Von der ersten bis zur letzten Seite übt das Buch Kritik an den Verhältnissen in der DDR und dem Ostblock.

### Der Titel des Buches
Der Titel ist ironisch zu verstehen. Er bezieht sich auf eine Textstelle in Truman Capotes Roman Die Grasharfe:
Ich war elf, und später wurde ich

sechzehn. Verdienste erwarb ich

mir keine, aber das waren die

wunderbaren Jahre
„Wunderbare Jahre“ bestehen also darin, dass junge Menschen einfach sie selbst sein können, ohne sich ständig „verdient machen“ zu müssen. Da junge Menschen aber, was Kunzes Buch zeigt, in der DDR ständig gegängelt wurden, konnten sie dort keine „wunderbaren Jahre“ verbringen. Die Kritik hieran durchzieht, einem roten Faden gleich, die Textsammlung, die an keiner Stelle beim heutigen Leser eine ostalgische Stimmung aufkommen lässt.

### AbschnittFriedenskinder
Eine erste Gruppe kurzer Texte befasst sich mit dem Aufbau eines „Feindbildes“ in der Jugend der DDR: Wird zunächst der Erzähler auf einem Campingplatz durch einen Achtjährigen genervt, der ständig pantomimisch ein Gewehr auf ihn richtet, so zeigt sich der Ernst der Wehrerziehung in der DDR am Schluss daran, dass die Eltern eines Abiturienten, der auf der Flucht aus der DDR erschossen wurde, nur noch dessen Urne zu Gesicht bekommen sollen.

### AbschnittFedern
Der Vater eines Sohnes ertappt sich dabei, dass er seinen Sohn verurteilt, der seiner Ansicht nach nur Unsinn im Kopf habe. Die Freunde des Vaters jedoch (offensichtlich allesamt Dissidenten) loben die Kreativität des Sohnes.

### AbschnittVerteidigung einer unmöglichen Metapher
Im Zentrum dieses relativ langen Abschnitts steht die 15-jährige Tochter des Erzählers. Sie ist unordentlich, leicht chaotisch und rebellisch. Deswegen hat sie bereits Probleme in der Schule bekommen. Abweichendes Verhalten ist dort unerwünscht. Ein Freund der Tochter, der sich nicht für drei Jahre bei der NVA melden will, wird anschließend gemobbt und relegiert. Einem Lehrling wird es zum Verhängnis, dass er sich weigert, eine Bibel vom Regal in seinem Wohnheimzimmer zu entfernen: Als „unsicheres Element“ darf er im Urlaub weder die DDR verlassen noch sich in die Nähe Berlins begeben, wo gerade die Weltjugendfestspiele stattfinden. Auch Christen bekommen Probleme: Mitarbeiter der Stasi beobachten genau die Besucher eines Orgelkonzerts in einer Kirche.

### AbschnittCafé Slavia
In diesem Abschnitt behandelt Kunze den Einmarsch der Truppen des Warschauer Paktes in die ČSSR im August 1968. Die Tschechen halten zusammen, während es in der DDR keine nennenswerte Solidarität mit den Bürgern der ČSSR und den Reformkommunisten gibt. Zugleich wird deutlich, dass Tschechen und Slowaken nach 30 Jahren wieder deutsche Soldaten in ihrem Land als Invasoren erleben müssen. (Tatsächlich sind 1968 keine deutschen Kampfverbände in die ČSSR einmarschiert, aber dieses Wissen war in der DDR kaum verbreitet.) Das Buch endet mit einer Sammlung von Übersetzungen von Gedichten tschechischer Autoren.

## Verfilmung
Reiner Kunze verfilmte 1979 sein Buch und erhielt für sein Drehbuch den Bayerischen Filmpreis. Der Film wurde außerdem 1981 mit dem Gilde-Filmpreis in Silber ausgezeichnet.
Der Film wurde 1980 bei der Berlinale „aus kinematographischen Gründen“ nicht gezeigt, was teilweise auf politische Rücksichtnahme zurückgeführt wurde, nachdem die Ostblock-Länder im Jahr zuvor wegen des Films Die durch die Hölle gehen das Festival demonstrativ verlassen hatten. Der Kritiker des film-dienst hielt die Verfilmung für „mißlungen“, weil sie sich durch „Schwarz-Weiß-Malerei“ und „reichlich Klischee-Symbolik“ auszeichne. Es sei „ein Film ohne Zwischentöne und differenzierte Bildfolgen“ geworden.